# Steinerne Mühl
Steinerne Mühl er en 24 km lang flod i Oberösterreich i Østrig, der har sit udspring i Böhmische Wald i det sydøstlige Tjekkiet som Horsky potok. Floden flyder i retning mod syd gennem Helfenberg, hvor den skifter retning og flyder mod vest. Ved Haslach an der Mühl flyder Steinerne Mühl ud i Große Mühl.
Sammen med floderne Große Mühl og Kleine Mühl har Steinerne Mühl lagt navn til regionen Mühlviertel i Oberösterreich.

48°34′30″N 14°02′10″Ø / 48.575°N 14.036°Ø